# Rio Ciuruleasa
O Rio Ciuruleasa é um rio da Romênia, afluente do Cerniţa, localizado no distrito de Alba.